# Fossamastra
Fossamastra è un quartiere del Comune della Spezia ed una delle borgate marinare che ogni anno partecipa al Palio del Golfo.

## Storia
Negli anni venti del XIX secolo Fossamastra era per la città una piccola Viareggio: i notabili entravano sulla spiagge da viale San Bartolomeo, proprio come si faceva in Versilia da viale Mazzini. Nel dopoguerra, però, gli ombrelloni lasciarono il posto alle banchine per l'attracco dei mercantili che ancor oggi occupano il fronte a mare del quartiere.

## La borgata marinara
I colori sociali del Fossamastra sono bianco e azzurro. Sostenitori e membri dell'equipaggio sono detti gabbiani e dal 2021 FOSSABOYS.
La storia della Borgata è legata al G.S. Olympia, circolo sportivo fondato nel 1919 da Tolmino Molinari. Originariamente dedicato al nuoto e al calcio, nel corso degli anni il G.S. Olympia ha allargato i propri interessi a diverse discipline sportive. In particolare, dopo la seconda guerra mondiale, il circolo si è concentrandosi sull'attività ciclistica, anche organizzando competizioni dilettantistiche.
Nel 1947 ottenne dal demanio la concessione di una fascia dell'ex stabilimento balneare Helios e nel 1953 cominciò l'attività remiera: acquistando una barca di terza mano da una borgata amica riuscì a partecipare per la prima volta al “Palio del Golfo”.
Il 1995 fu l'annata più memorabile: oltre alla vittoria dei seniores, la borgata ottenne un secondo posto tra gli juniores, la vittoria tra le donne e il titolo italiano con il gozzo nazionale sul lago di Varese appena un mese dopo l'affermazione cittadina.

### Palmarès
4 Pali Senior: 1993, 1994, 1995, 2021

5 Pali Junior: 1980, 2003, 2006, 2010, 2015

3 Pali Femminile: 1995, 2015, 2021

1 Sfilata: 2000

## Centro giovani
Nel 2011 è stato inaugurato un centro giovani autogestito, nel quale si tengono concerti, riunioni e conferenze di ogni genere.